# Pittore del dinos

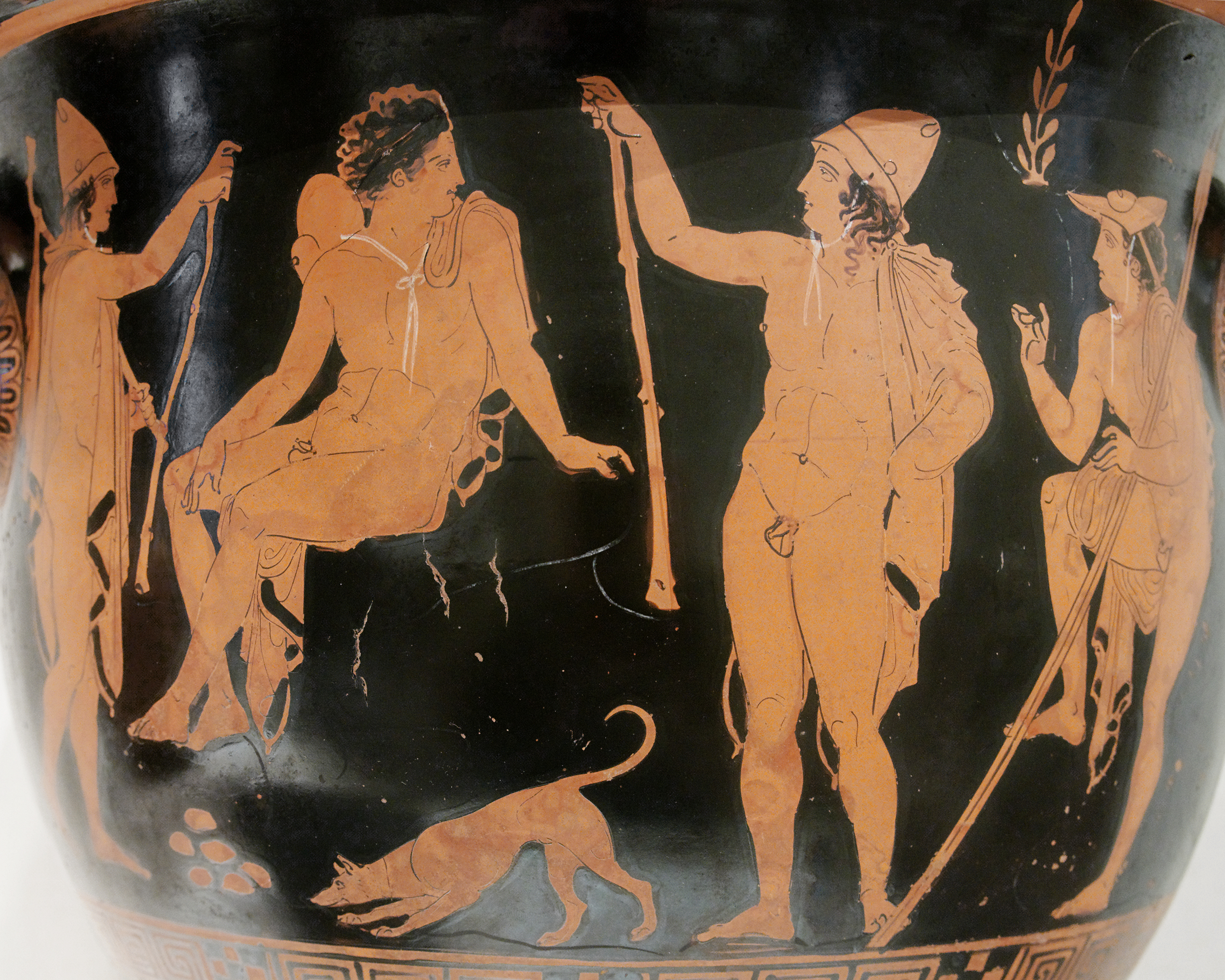
Atteone e altri eroi mitologici in veste di cacciatori (Tideo, Teseo, Castore). Vaso attico. New York City, Metropolitan Museum of Art.

Pittore del dinos o Pittore del deinos (fl. 440 a.C. / 400 a.C.) è il nome convenzionale assegnato ad un ceramografo attico.

## Attività
Faceva parte della seconda generazione dei ceramografi polignotei, allievo del Pittore di Cleofonte e a sua volta maestro del Pittore di Pronomo. Il suo vaso eponimo è il dinos a figure rosse conservato nei Musei statali di Berlino (Antikensammlung F2402).
Dipinge vasi di grandi dimensioni, soprattutto crateri. Il suo capolavoro è lo stamnos conservato al Museo archeologico nazionale di Napoli, con le menadi presso l'idolo di Dioniso, dove pur riprendendo l'impostazione monumentale del maestro si mostra meno sensibile alla resa plastica e più incline ad un tratto sottile e spezzato di stampo callimacheo. Le aggiunte di bianco e giallo per gli ornamenti delle figure avvicinano questo epigono dello stile polignoteo al Pittore di Midia, suo contemporaneo, dando origine a quello che sarà lo stile del Pittore di Pronomo e dei suoi seguaci.